# Farní sbor Českobratrské církve evangelické v Brandýse nad Orlicí
Farní sbor Českobratrské církve evangelické v Brandýse nad Orlicí je sborem Českobratrské církve evangelické v Brandýse nad Orlicí. Sbor spadá pod Chrudimský seniorát.
Farářem sboru je Hynek Schuster, kurátorem sboru Jaromír Dobeš.

## Faráři sboru
- Bedřich Blahoslav Bašus (1949–1962)
- Anna Pípalová (1984–1991)
- Ladislav Horák (1999–2001)
- Lukáš Ondra (2005–2011)
- Hynek Schuster (2012–)